# Andrius Skerla
Andrius Skerla est un footballeur international lituanien né le 29 avril 1977 à Vilnius. Il évolue au poste de défenseur.

## Palmarès
Žalgiris Vilnius:
- Championnat de Lituanie (1): 2013
- Supercoupe de Lituanie (1): 2013
- Coupe de Lituanie (3): 1996/1997, 2011/2012, 2012/2013

 PSV Eindhoven:
- Championnat des Pays-Bas (1): 2000

 Jagiellonia Białystok
- Supercoupe de Pologne (1): 2010
- Coupe de Pologne (1): 2010

## Carrière internationale
Il détient le record de sélections avec l'équipe de Lituanie avec 84 unités, obtenues de 1999 à 2011. Il a également marqué un but.